# Ochotona himalayana
Ochotona himalayana är en däggdjursart som beskrevs av Feng 1973. Ochotona himalayana ingår i släktet Ochotona och familjen pipharar. IUCN kategoriserar arten globalt som livskraftig. Inga underarter finns listade i Catalogue of Life. Arten är endemisk till Kina och förekommer i södra Tibet.
Arten har i princip samma utseende som Ochotona roylei men den saknar en öppning i pannbenet. I flera avhandlingar förtecknas Ochotona himalayana och Ochotona roylei som synonymer. Ochotona himalayana har ljus gråbrun päls på ovansidan. Vid axlarna och på huvudet är pälsfärgen ibland mer brun eller rödbrun.
Denna piphare vistas i klippiga områden med glest fördelad växtlighet. Den lever i regioner som ligger 2400 till 4200 meter över havet. I lägre trakter gränser utbredningsområdet till barr- eller lövskogar. Individerna är främst aktiva på morgonen och vid skymningen. Honor föder oftast tre eller fyra ungar per kull.